# Як стати тираном
Як ста́ти тира́ном (англ. How to Become a Tyrant) — документальний серіал Netflix, оповіданий Пітером Дінклейджем.

## Сюжет
Оповідач стверджує, що кожен хоче абсолютної влади, щоб перетворити суспільство на свій смак, і продовжує пояснювати, як таку владу можна отримати та підтримувати. Документальний серіал продовжує аналіз біографій історичних диктаторів Адольфа Гітлера, Саддама Хусейна, Іді Аміна, Йосипа Сталіна, Муаммара Каддафі та родини Кіма.

## Актори
- Пітер Дінклейдж як оповідач
- Воллер Ньюелл як коментатор [3]

## Епізоди
| № серії | Назва серії                                        | Представлений диктатор | Тривалість | Оригінальна дата виходу |
| ------- | -------------------------------------------------- | ---------------------- | ---------- | ----------------------- |
| 1       | «Захопіть владу» «Seize Power»                     | Адольф Гітлер          | 30 хв      | 9 липня 2021            |
| 2       | «Знищте своїх суперників» «Crush Your Rivals»      | Саддам Хусейн          | 27 хв      | 9 липня 2021            |
| 3       | «Правте та залякуйте» «Reign Through Terror»       | Іді Амін               | 27 хв      | 9 липня 2021            |
| 4       | «Контролюйте правду» «Control the Truth»           | Йосип Сталін           | 26 хв      | 9 липня 2021            |
| 5       | «Створіть нове суспільство» «Create a New Society» | Муаммар Каддафі        | 25 хв      | 9 липня 2021            |
| 6       | «Правте вічно» «Rule Forever»                      | Династія Кімів         | 29 хв      | 9 липня 2021            |

## Виробництво
Виконавчими продюсерами серіалу стали Девід Ґінсберґ, Джейк Лауфер, Джонас Белл Пашт, Пітер Дінклейдж і Джона Бекхорю. Серіал був випущений на Netflix 9 липня 2021 року. Британська рада з класифікації фільмів видала серіалу сертифікат «15».

## Сприйняття
У четвертому епізоді Голодомор 1932—1933 років був висвітлений не як цілеспрямований акт геноциду проти українського народу в УСРР, а як невдала політика радянської влади, сільгосп реформи і придушення протестних настроїв у СРСР, що викликало обурення в українських глядачів.